# Flagge Montenegros
Die heutige Flagge Montenegros wurde am 12. Juli 2004 angenommen.

## Geschichte
Die heutige Staatsflagge geht auf die erste montenegrinische Flagge zurück, wie sie das Fürstentum Montenegro vor dem Berliner Kongress 1876 verwendet hat. Von 1876 bis 2004 verwendete Montenegro stets unterschiedliche, an die serbische panslawische Trikolore angelehnte Flaggen.

Wappen Montenegros

Der goldene schreitende Löwe im Brustschild des Adlers ist ein altes montenegrinisches Nationalsymbol und wurde aus dem Wappen Montenegros übernommen.

## Farben
| System                      | Rot       | Gold       | Blau      | Grün       |
| --------------------------- | --------- | ---------- | --------- | ---------- |
| RGB                         | 197-33-38 | 212-175-58 | 29-94-145 | 109-140-62 |
| Hexadezimale Farbdefinition | #C52128   | #D4AF3A    | #1D5E91   | #6D8C3E    |

## Historische Flaggen
| Flagge | Zeitraum  | Anmerkungen |
| ------ | --------- | --- |
|        | 1852–1876 | Flagge des Fürstentums Montenegro |
|        | 1876–1905 | Nach dem Berliner Kongress von 1878 führte das unabhängige montenegrinische Fürstentum eine rot-blau-weiße panslawische Trikolore, die an die Flagge Serbiens angelehnt war. |
|        | 1905–1918 | Flagge des Königreiches Montenegro |
|        | 1918–1941 | Vom Ende des Ersten bis Anfang des Zweiten Weltkrieges war Montenegro ein Teil des jugoslawischen Königreiches und führte dementsprechend die Flagge des selbigen. |
|        | 1941–1945 | Flagge des Unabhängigen Staates Montenegro |
|        | 1945–1994 | In der sozialistischen Ära Jugoslawiens (SFRJ – Sozialistische Föderative Republik Jugoslawien) führte die Sozialistische Republik Montenegro die gleiche Flagge wie die Sozialistische Republik Serbien.                                                                                               |
|        | 1994–2004 | Mit Montenegro als Bestandteil Jugoslawiens zeigte die Flagge ebenfalls die rot-blau-weiße panslawische Trikolore und unterschied sich von der serbischen nur dadurch, dass sie das ungewöhnliche Seitenverhältnis von 1:3 hatte und das Rot und Blau ein helleres war als jenes der serbischen Flagge. |